# وین‌رار
وین‌رار (به انگلیسی: WinRAR) نرم‌افزار بایگانی‌کننده و فشرده‌سازی فایل‌های مختلف است. این نرم‌افزار برای نخستین بار در سال ۱۹۹۵، توسط یوجین راشال، الکساندر راشال عرضه شد. این درحالی بود، که فرمت فشرده‌ساز RAR پیش‌تر و در سال ۱۹۹۳ ساخته شد. این نرم‌افزار، یکی از نرم‌افزارهای اختصاصی در حوزه فرمت RAR بوده که سایر فرمت‌های فشرده‌سازی چون زیپ را نیز پشتیبانی می‌کند.
وین‌رار یکی از محبوب‌ترین و پرکاربردترین نرم‌افزارهای فشرده‌سازی است. وین‌رار کاندید جایزه اپسیلون سال ۲۰۰۸ بهترین نرم‌افزار شد و بعدها در هشتمین کنفرانس نرم‌افزار اروپا، برنده بهترین نرم‌افزار سال شد.